# Aljudovo
Aljudovo (cyr. Аљудово) – wieś w Serbii, w okręgu braniczewskim, w gminie Malo Crniće. W 2011 roku liczyła 124 mieszkańców.